# 14e cérémonie des César
La 14e cérémonie des César du cinéma - dite aussi Nuit des César -  récompensant les films sortis en 1988, s'est déroulée le 4 mars 1989 au théâtre de l'Empire.
Elle fut présidée par Peter Ustinov et retransmise sur Antenne 2.

## Présentateurs et intervenants
- Jeanne Moreau, présidente de l'Académie des arts et techniques du cinéma
- Peter Ustinov, président de la cérémonie
- Jean-Pierre Aumont, Claudia Cardinale, pour la remise du César de la meilleure actrice
- Michel Serrault pour la remise du César d'honneur à Bernard Blier
- Richard Bohringer pour la remise du César du meilleur réalisateur
- Pierre Delanoë, Vanessa Paradis, Rheda pour la remise du César de la meilleure musique
- Jean-François Balmer pour la remise du César de la meilleure première œuvre
- Cyrielle Clair, Enrico Macias

## Palmarès

### César du meilleur film
- Camille Claudel de Bruno Nuytten
  - Le Grand Bleu de Luc Besson
  - La Lectrice de Michel Deville
  - L'Ours de Jean-Jacques Annaud
  - La vie est un long fleuve tranquille d'Étienne Chatiliez

### César du meilleur film étranger
- Bagdad Café (Out of Rosenheim) de Percy Adlon •  Allemagne de l'Ouest  États-Unis
  - Bird (film, 1988) (Bird) de Clint Eastwood •  États-Unis
  - Qui veut la peau de Roger Rabbit ? (Who Framed Roger Rabbit) de Robert Zemeckis •  États-Unis
  - Salaam Bombay! (सलाम बॉम्बे!) de Mira Nair •  Inde  France  Royaume-Uni

### César du meilleur acteur
- Jean-Paul Belmondo pour Itinéraire d'un enfant gâté
  - Richard Anconina pour Itinéraire d'un enfant gâté
  - Daniel Auteuil pour Quelques jours avec moi
  - Jean-Marc Barr pour Le Grand Bleu
  - Gérard Depardieu pour Camille Claudel

### César de la meilleure actrice
- Isabelle Adjani pour Camille Claudel
  - Catherine Deneuve pour Drôle d'endroit pour une rencontre
  - Charlotte Gainsbourg pour La Petite Voleuse
  - Isabelle Huppert pour Une affaire de femmes
  - Miou-Miou pour La Lectrice

### César du meilleur acteur dans un second rôle
- Patrick Chesnais pour La Lectrice
  - Alain Cuny pour Camille Claudel
  - Patrick Bouchitey pour La vie est un long fleuve tranquille
  - Jean Reno pour Le Grand Bleu
  - Jean-Pierre Marielle pour Quelques jours avec moi

### César de la meilleure actrice dans un second rôle
- Hélène Vincent pour La vie est un long fleuve tranquille
  - Maria Casarès pour La Lectrice
  - Dominique Lavanant pour Quelques jours avec moi
  - Françoise Fabian pour Trois places pour le 26
  - Marie Trintignant pour Une affaire de femmes

### César du meilleur espoir masculin
- Stéphane Freiss pour Chouans !
  - Laurent Grévill pour Camille Claudel
  - Thomas Langmann pour Les Années sandwiches
  - François Négret pour De bruit et de fureur

### César du meilleur espoir féminin
- Catherine Jacob pour La vie est un long fleuve tranquille
  - Clotilde de Bayser pour L'Enfance de l'art
  - Nathalie Cardone pour Drôle d'endroit pour une rencontre
  - Ingrid Held pour La Maison assassinée

### César du meilleur réalisateur
- Jean-Jacques Annaud pour L'Ours
  - Michel Deville pour La Lectrice
  - Claude Miller pour La Petite Voleuse
  - Luc Besson pour Le Grand bleu
  - Claude Chabrol pour Une affaire de femmes

### César de la meilleure première œuvre
- La vie est un long fleuve tranquille d'Étienne Chatiliez
  - Camille Claudel de Bruno Nuytten
  - Chocolat de Claire Denis
  - Drôle d'endroit pour une rencontre de François Dupeyron

### César du meilleur scénario original ou adaptation
- Étienne Chatiliez et Florence Quentin pour La vie est un long fleuve tranquille
  - Luc Béraud, François Truffaut, Claude de Givray et Annie Miller pour La Petite Voleuse
  - Michel Deville et Rosalinde Deville pour La Lectrice
  - François Dupeyron et Dominique Faysse pour Drôle d'endroit pour une rencontre

### César de la meilleure musique
- Éric Serra pour Le Grand Bleu
  - Francis Lai pour Itinéraire d'un enfant gâté
  - Gabriel Yared pour Camille Claudel

### César de la meilleure photographie
- Pierre Lhomme pour Camille Claudel
  - Philippe Rousselot pour L'Ours
  - Carlo Varini pour Le Grand Bleu

### César des meilleurs costumes
- Dominique Borg pour Camille Claudel
  - Yvonne Sassinot de Nesle pour Chouans !
  - Élisabeth Tavernier pour La vie est un long fleuve tranquille

### César du meilleur décor
- Bernard Vézat pour Camille Claudel
  - Bernard Evein pour Trois places pour le 26
  - Thierry Leproust pour La Lectrice

### César du meilleur son
- François Groult, Gérard Lamps et Pierre Befve pour Le Grand Bleu
  - François Groult, Dominique Hennequin, Guillaume Sciama pour Camille Claudel
  - Bernard Le Roux, Laurent Quaglio, Claude Villand pour L'Ours

### César du meilleur montage
- Noëlle Boisson pour L'Ours
  - Raymonde Guyot pour La Lectrice
  - Joëlle Hache et Jeanne Kef pour Camille Claudel

### César du meilleur court-métrage d'animation
- L'Escalier chimérique de Daniel Guyonnet
  - Le Travail du fer de Celia Canning, Néry Catineau
  - La Princesse des diamants de Michel Ocelot

### César du meilleur court-métrage de fiction
- Lamento de François Dupeyron
  - Bing Bang d'Éric Woreth
  - New York 1935 de Michèle Ferrand-Lafaye
  - Une femme pour l'hiver de Manuel Flèche

### César du meilleur court-métrage documentaire
- Chet's romance de Bertrand Fèvre
  - Classified people de Yolande Zauberman
  - Devant le mur de Daisy Lamothe

### César de la meilleure affiche
- Annie Miller, Luc Roux et Stéphane Bielikoff pour La Petite Voleuse
  - Christian Blondel pour L'Ours
  - Benjamin Baltimore pour La Lectrice
  - Andrzej Malinowski pour Le Grand Bleu
  - Anahi Leclerc, Daniel Palestrant pour Les Saisons du plaisir

### César du meilleur film de l'Europe communautaire
- Bagdad Café de Percy Adlon
  - Distant Voices, Still Lives de Terence Davies
  - Le Festin de Babette de Gabriel Axel
  - Pelle le Conquérant de Bille August

### César d'honneur
Deux César d'honneur sont remis, l'un au réalisateur de films d'animation Paul Grimault et l'autre à l'acteur Bernard Blier. Ce dernier, atteint d'un cancer, apparaît sur la scène du théâtre de l'Empire, très affaibli et amaigri, arrivant à petit pas. Il prend sa statuette des mains de Michel Serrault qui contient difficilement son émotion et ses larmes, échange avec lui quelques mots humoristiques, et puis s'en va. Il meurt trois semaines plus tard, le 29 mars 1989 à la clinique du Val d'Or, à Saint-Cloud.

## Belmondo et son refus du César
Jean-Paul Belmondo indique dès l'annonce de sa nomination ne pas être intéressé par le prix et préférer que les voix se portent sur ses collègues. L'Académie passe outre et le couronne meilleur acteur pour Itinéraire d'un enfant gâté mais Belmondo n'ira jamais chercher son prix. L'une des raisons parfois évoquées pour justifier ce refus est son antipathie pour le sculpteur César, naguère préféré à son père Paul Belmondo pour concevoir le trophée.